# Colibrí de cua metàl·lica gorja-roig
El colibrí de cua metàl·lica gorja-roig (Metallura eupogon) és una espècie d'ocell de la família dels troquílids (Trochilidae).

## Hàbitat i distribució
Viu a la selva humida i zones obertes dels Andes, al centre i sud-oest del Perú.